# Операція мінімізації
У теорії рекурсії, операція мінімізації (англ. minimization operator), або μ-оператор  (англ. μ-operator) знаходить найменше натуральне число з заданою властивістю. Додавання операції мінімізації до примітивно рекурсивних функцій дозволяє визначити всі обчислювані функції.

## Визначення
Нехай R(y, x1, ..., xk) це (k+1)-арне відношення на множині натуральних чисел. μ-оператор "μy", у як обмеженій так і не обмеженій формі, це a "теоретико-числова функція" визначена з натуральних чисел в натуральні числа. Щоправда, "μy" містить предикат над натуральними числами.
Обмежений μ-оператор визначається Кліні як:
"{\displaystyle \mu y_{y<z}R(y).\ \ {\mbox{Найменше}}\ y<z\ {\mbox{таке що}}\ R(y),\ {\mbox{якщо}}\ (\exists y)_{y<z}R(y);\ {\mbox{інакше}},\ z.}"
У теорії рекурсії, операція мінімізації, або μ-оператор — це рекурсивний оператор, який при застосуванні до певної обчислюваної функції f, дає обчислювану функцію яка у суперпозиції себе в f дає нуль.
Для функції
{\displaystyle f:\mathbb {N} \rightarrow \mathbb {Z} },
{\displaystyle \mu y\left[f(y)=0\right]=z}
тоді і тільки тоді
{\displaystyle f(z)=0} і: для всіх {\displaystyle y<z}, {\displaystyle f(y)} визначена та {\displaystyle f(y)>0}.

## Інші варіанти означень
M(g(x1,x2,…,xn,y)) дорівнює найменшому значенню y такому що g(x1,x2,…,xn,y)=0.
Або, якщо сформулювати інакше, то M ставить у відповідність (n+1)-арній функції g, n-арну функцію f, яку позначають M(g), що задається так: Для всіх y від 0 до нескінченності обчислюємо значення g(x1,x2,…,xn,y). Для першого y такого що g(x1,x2,…,xn,y)=0 присвоюємо f(x1,x2,…,xn)=y.

## Зноски
1. ↑  Klenee, 1952, с. 225, Chapter IX Primitive Recursive Functions, §45 Predicates, prime factor representation.